# Convolvulus subsericeus
Convolvulus subsericeus är en vindeväxtart som beskrevs av Alexander Gustav von Schrenk. Convolvulus subsericeus ingår i släktet vindor, och familjen vindeväxter. Inga underarter finns listade i Catalogue of Life.